# Asparagus benguellensis
Asparagus benguellensis är en sparrisväxtart som beskrevs av John Gilbert Baker. Asparagus benguellensis ingår i släktet sparrisar, och familjen sparrisväxter.
Artens utbredningsområde är Angola. Inga underarter finns listade i Catalogue of Life.